# 維亞恰河

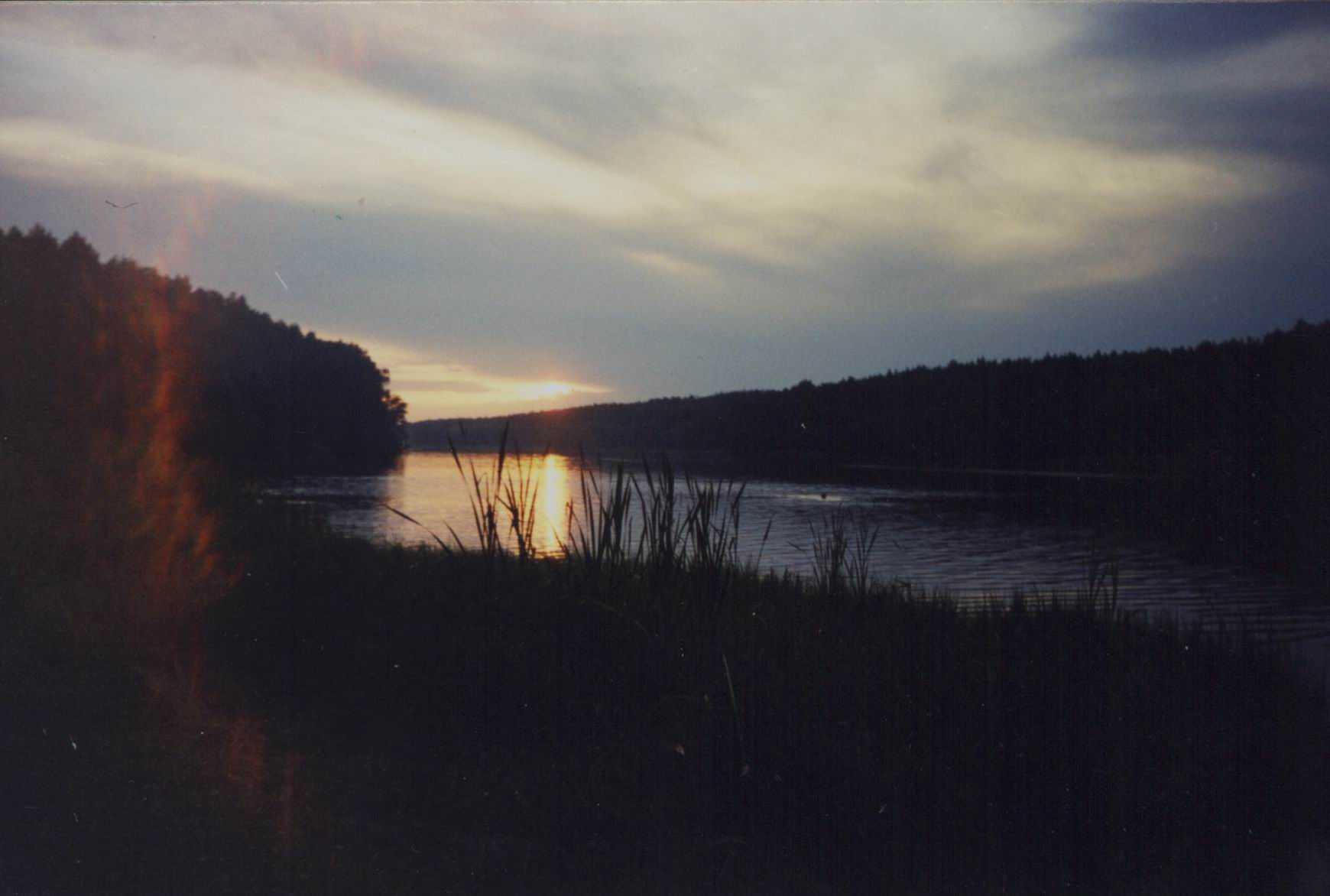
維亞恰河

維亞恰河（白俄羅斯語：Вяча）是白俄羅斯的河流，屬於斯維斯拉奇河的支流，由明斯克州負責管轄，河道全長40公里，流域面積297平方公里，流經明斯克高地，最終注入扎斯拉夫斯科耶湖。